# Мурадян, Давид Эдуардович
Давид Эдуардович Мурадян (род. 12 декабря 1951, Ереван, Армянская ССР, СССР) — армянский писатель, киновед. Президент Национальной киноакадемии Армении, профессор Ереванского государственного института театра и кино. Заслуженный деятель искусств Республики Армения (2011).

## Биография
Родился 12 декабря 1951 года в Ереване. Является сыном актёра Эдуарда Мурадяна. В 1973 году окончил филологический факультет Ереванского государственного университета. Преподаёт историю кино и сценарное мастерство в Ереванском государственном институте театра и кино. Печатается с 1969 года. Он автор восьми книг, множества статей, а также сценариев нескольких короткометражных художественных и документальных фильмов. В 1971—1973 годах работал в редакции литературных программ Национального радио Армении, в 1973—1974 годах — в журнале «Работница Армении», в 1976—1991 и 1997—2001 годах — в студии «Айфильм». сначала в качестве члена сценарно-редакционного совета, затем в качестве члена творческого объединения, главного редактора, заместителя директора по художественным программам. На протяжении многих лет на Общественном телевидении Армении вёл различные передачи, посвящённые кинематографии. В 2003 году его пьеса «Наше старое пианино» получила премию Левона Шанта как «Лучшая пьеса года».
Первая книга Мурадяна вышла в свет в 1976 году. Его произведения переведены на русский, украинский, таджикский, грузинский, румынский, французский, немецкий, венгерский и английский языки. Спектакли по ним ставились в театрах Еревана и Гюмри, в Алеппо.
В 1994—1996 и 2001—2008 годах — вице-президент Союза писателей Армении, в 2008—2010 годах заместитель министра культуры Армении.
С 1993 года по настоящее время заведующий киноведческими и сценарными курсами Ереванского государственного института театра и кино.
В 2014 году был избран ректором Ереванского государственного института театра и кино.

## Награды и звания
- Премия «Золотое перо»
- Премия «Артавазд» (лучший спектакль года)
- Лауреат премии Левона Шанта (драма)
- Заслуженный деятель искусств Республики Армения (2011)
- Медаль «За заслуги перед Отечеством» I степени (2017)[4]